# Abdelali Daraa
Abdelali Daraa (ur. 25 kwietnia 1990) – marokański bokser, uczestnik igrzysk olimpijskich w Londynie.

## Kariera amatorska
W 2012 r. zakwalifikował się na igrzyska olimpijskie w Londynie, zajmując drugie miejsce w kwalifikacjach dla Afryki. Marokańczyk podczas igrzysk odpadł już w 1. walce, przegrywając z Kameruńczykiem Thomasem Essombą.

## Walki olimpijskie 2012 - Londyn
1. (1. runda) Przegrał z   Thomasem Essombą (7-22)